# 英才發掘團
《英才發掘團》（韓語：영재 발굴단）是韓國SBS綜藝節目，由金泰均、鄭燦宇(Cultwo)等人主持而於第43集（2016年2月3日播出）起有固定嘉賓金智善、成大賢，節目主軸為邀請藝人參與找尋人才。